# Lappach (Mühlwald)

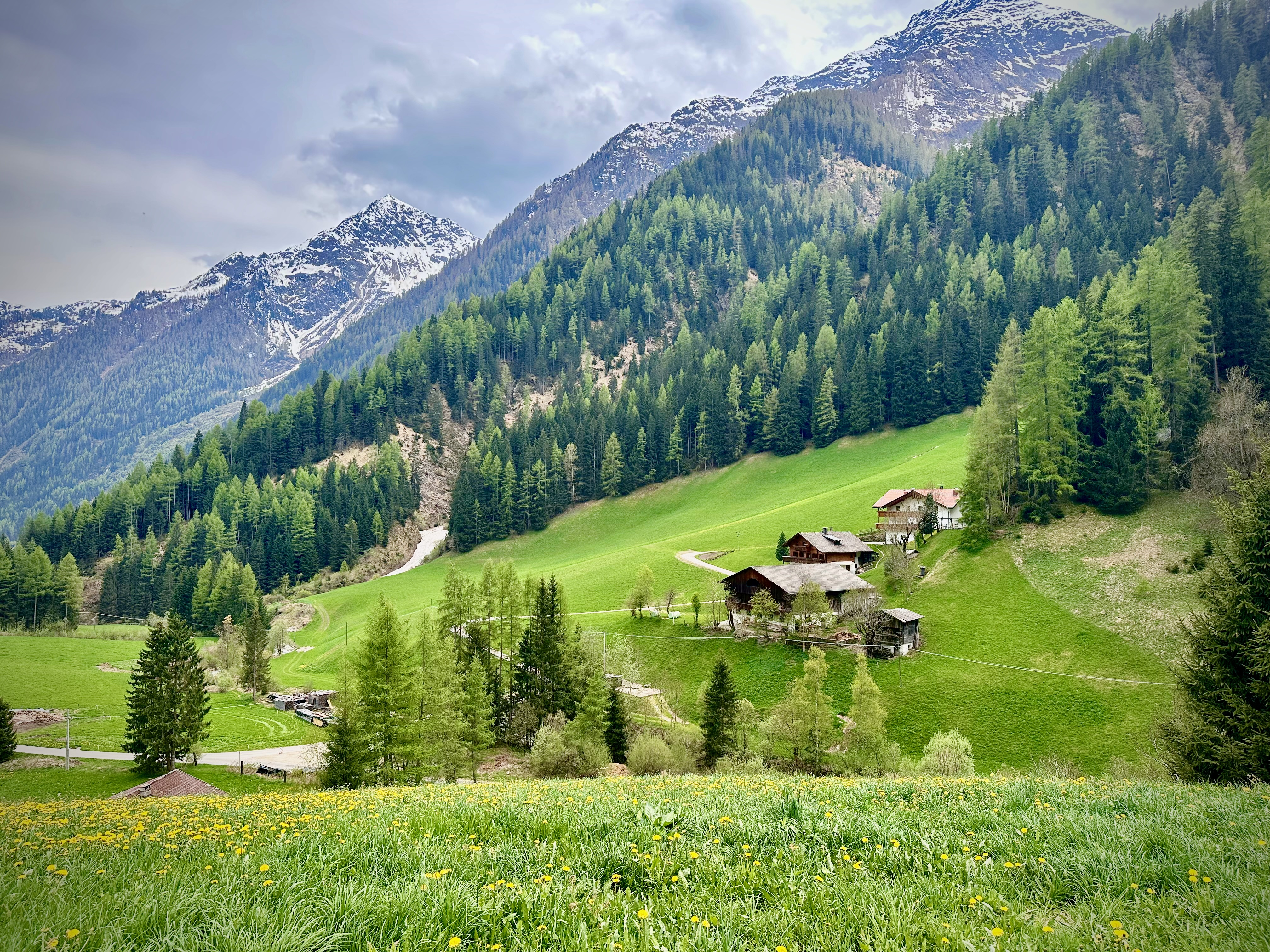
Das Mühlwalder Tal bei Lappach

Lappach (im lokalen Dialekt Lappåch, italienisch Lappago) ist eine Fraktion der Gemeinde Mühlwald in Südtirol (Italien). Lappach liegt im inneren Bereich des Mühlwalder Tals. Der Ortskern (Dorf, 1436 m s.l.m.) ist in einer Talweitung auf einem Schwemmkegel gelegen. Ansonsten hat die Fraktion den Charakter einer Streusiedlung, deren Höfe in Unterlappach, Oberlappach und Zösen auf Höhen zwischen 1300 und 1750 m verstreut sind.

## Geschichte
Die erste urkundliche Erwähnung Lappachs geht auf das Jahr 1225 zurück. Genannt werden anlässlich einer Schenkung zu Gunsten des Brixener Bischofs Heinrich von Taufers „tria armenta apud Cesem“, wobei Cesem mit dem Hochtal Zösen zu identifizieren ist. Der Name „Lappach“ scheint im Jahr 1296 im Urbar des Klosters Sonnenburg als „Levpach“ und als „Laupach“, Teil des Amtes Mühlwald, auf. Schon um die Mitte des 12. Jahrhunderts ist hingegen ein Hof in Zösen („curtis in Zesenne“) in einer Aufzeichnung des Domkapitels Brixen genannt, der diesem für die Ausrichtung eines Jahrtags übertragen wurde.
Im Jahr 1840 verteilten sich die 458 Einwohner auf 52 Häuser. 1872 wurde eine Schule eingerichtet. Bis 1928 war Lappach eine eigenständige Gemeinde, seither ist es eine Fraktion von Mühlwald.
Ein bedeutender Einschnitt in die Lebenswelt des Bergdorfs war der Bau des Neves-Stausees im Talschluss zwischen 1960 und 1964. Seit den 1970er-Jahren gibt es touristische Einrichtungen. Ein großer Teil der Bevölkerung verdient sich als Pendler außerhalb des Tals seinen Lebensunterhalt.

## Bildung
In Lappach gibt es eine Grundschule für die deutsche Sprachgruppe.